# Испарта
Испарта (тур. Isparta) је град у Турској у вилајету Испарта. Према процени из 2009. у граду је живело 166.895 становника.

## Становништво
Према процени, у граду је 2009. живело 166.895 становника.
| 1990.   | 2000.   |
| ------- | ------- |
| 112.117 | 148.496 |